# آنابل چونگ
گریس کوئیک (چینی ساده: 郭盈恩; پین‌یین: Guō Yíng'ēn؛ ؛ زاده ۲۲ مهٔ ۱۹۷۲) معروف به آنابل چونگ (انگلیسی: Annabel Chong)، یک بازیگر سابق پورنوگرافی سنگاپوری است که پس از اجرا در یک فیلم پورن که با عنوان بزرگترین گنگ بنگ جهان معرفی شد، به شهرت رسید. این فیلم از نظر تجاری بسیار موفق و تاریخ‌ساز بوده و روند "رکوردشکن" پورنوگرافی گنگ بنگ را آغاز کرد.